# Patricia García Funegra
Patricia Jannet García Funegra (Lima, 2 de febrero de 1963) es una médica salubrista, investigadora y política peruana Fue Ministra de Salud desde el 28 de julio de 2016 hasta el 17 de septiembre de 2017.

## Biografía
Nació el 2 de febrero de 1963, hija de Humberto García Taylor y Olga Funegra Marcellini.  
Estudió en el Colegio María Alvarado culminando ahí su secundaria. Graduada en medicina en la Universidad Peruana Cayetano Heredia en 1988. Tiene un Magíster en Salud Pública con mención en Epidemiología de la Universidad de Washington en Estados Unidos durante 1996-1998, un Doctorado en Medicina por la Universidad Peruana Cayetano Heredia en el 2011. 
Fue becaria del IARTP (International AIDS Research Program), con especial entrenamiento de enfermedades de transmisión sexual y sida. Fue reconocida en 1981 con el Premio Cecilia Giribaldi a la mejor investigación. En 1997 destacó con el premio Marco A. Aguayo de la Organización Mundial de la Salud (OMS). Ha sido Jefa del Instituto Nacional de Salud entre 2006-2008. 
Se ha desempeñado como Decana de la Facultad de Salud Pública y Administración (FASPA) de la Universidad Peruana Cayetano Heredia durante el 2011-2016. Durante el decanato, en el año 2011, ganó un financiamiento de US$ 1 millón de dólares de la organización Grand Challenges Canada (GCC) y de la Fundación Bill y Melinda Gates, para la implementación del proyecto Futuros Brillantes. En el 2014, estuvo a cargo del lanzamiento del primer programa de Licenciatura en Salud Pública y Salud Global en el Perú, en la sede de la Organización Panamericana de la Salud.
Fue Vicedecana Académico y de Investigación de la FASPA entre 1999 y 2004. En la OMS en Ginebra, Suiza, fue miembro del Comité Consultivo de Expertos de Salud Reproductiva y Presidenta del Comité de Expertos Internacionales para vacunas contra el virus del papiloma humano entre el 2007-2008.
En la parte académica es docente e investigadora de la Universidad Peruana Cayetano Heredia, Profesora Principal en investigación en Infecciones de Transmisión Sexual, adjunta de Salud Global en la Universidad de Washington y de Epidemiología de la Universidad Tulane. Forma parte de la Academia Nacional de Ciencias de Estados Unidos - Instituto de Medicina.

## Vida política

### Ministra de Salud (2016-2017)
El 28 de julio del 2016, fue elegida ministra de Salud por el expresidente Pedro Pablo Kuczynski.
El 17 de septiembre del 2017, tras la denegación al cuestión de confianza al entonces premier, Fernando Zavala, García se vio obligada a renunciar al cargo ministerial. Fue reemplazada por Fernando D'Alessio.

## Controversias

### Caso: Vacunagate
En febrero del 2021, luego del escándalo de la vacunación de Martín Vizcarra, se dio a conocer una lista de personas que se habían vacunado contra la COVID-19 presuntamente irregularmente, como parte de un ensayo clínico de tercera fase para la vacuna Sinopharm. Entre los nombres de los miembros del estudio que recibieron la vacuna, aparece el de la exministra García.
García confirmó que recibió la vacuna de Sinopharm ya que era parte del personal médico ligado al estudio clínico.En consecuencia, el canal TV Perú decidió retirarla de la conducción del programa Cuerpo Médico, más aún debido a la indignación que había generado en una de las televidentes que llamó al programa en vivo pidiendo el retiro de la exministra.

## Publicaciones
La Dra. Patricia García ha publicado investigaciones en revistas científicas y libros relacionados con infecciones de transmisión sexual y VIH/sida, virus del papiloma humano, salud pública, informática médica, salud móvil y pruebas diagnóstica.
- The Changing face of HIV in Latin America and the Caribbean. 2014
- Perceptions and Acceptability of Short Message Services Technology to Improve Treatment Adherence amongst Tuberculosis Patients in Peru: A Focus Group Study. 2014
- Potential point of care tests (POCTs) for maternal health in Peru, perspectives of pregnant women and their partners. 2014
- Just getting by: a cross-sectional study of male sex workers as a key population for HIV/STIs among men who have sex with men in Peru. 2014
- When Sex Work Becomes Your Everything: The Complex Linkages Between Economy and Affection Among Male Sex Workers in Peru. 2013
- Dried blood spots for qPCR diagnosis of acute Bartonella bacilliformis infection. 2013
- High prevalence of human T-lymphotropic virus infection in indigenous women from the peruvian Amazon. 2013
- Structural factors that increase HIV/STI vulnerability among indigenous people in the Peruvian amazon. 2013
- Rapid Syphilis Tests as Catalysts for Health Systems Strengthening: A Case Study from Peru. 2013
- Chapter 92: Congenital Syphilis.In: Somesh Gupta, Bhushan Kumar and eds. 2012
- Chapter 14: Information and Communication Technologies to Support HIV and STI Care in Developing Countries. 2012
- Capitulo: La Historia de las ITS en el Peru. 2010
- Tuberculin skin test conversion among health sciences students: A retrospective cohort study. 2012
- Improved STD syndrome management by a network of clinicians and pharmacy workers in Peru: The PREVEN Network. 2012
- HTLV-1 and -2 infections among 10 indigenous groups in the Peruvian Amazon. 2012
- Toward greater inclusion: lessons from Peru in confronting challenges of multi-sector collaboration. 2012
- Association between human papillomavirus and human T-lymphotropic virus in indigenous women from the Peruvian Amazon. 2012
- Peru PREVEN study team. Prevalences of sexually transmitted infections in young adults and female sex workers in Peru: a national population-based survey. 2012
- Tuberculosis and public health: individual rights or collective rights? . 2012
- Peeling RW. Point-of-care tests to strengthen health systems and save newborn lives: the case of syphilis. 2012
- Application of rapid tests for syphilis diagnosis in rural areas. 2012
- Prevention of sexually transmitted infections in urban communities (Peru PREVEN): a multicomponent community-randomised controlled trial. 2012
- STI management and control in Latin America: where do we stand and where do we go from here? . 2011
- Strong association between polycythemia and glucose intolerance in older adults living at high altitudes in the Andes. 2011
- Training the biomedical informatics workforce in Latin America: results of a needs assessment. 2011
- HBV infection in relation to consistent condom use: a population-based study in Peru. 2011
- Design of the National Surveillance of Nutritional Indicators (MONIN), Peru 2007-2010. 2011
- Profesionales de la salud para el nuevo siglo: Transformando la educación para fortalecer los sistemas de salud en un mundo interdependiente. 2011
- Repensando la educación de los profesionales de salud del Siglo XXI: Cambios y acciones en un mundo global. 2011
- Global health training--one way street?. 2011
- An Interactive Internet-Based Continuing Education Course on Sexually Transmitted Diseases for Physicians and Midwives in Peru. 2011
- Health professionals for a new century: transforming education to strengthen health systems in an interdependent world. 2010
- Non-monogamy and risk of infection with Chlamydia trachomatis and Trichomonas vaginalis among young adults and their cohabiting partners in Peru. 2010
- Research training needs in Peruvian national TB/HIV programs. 2010
- Mejorando los Sistemas de Información en Salud Materna: Validación de Historias Clínicas Electrónicas en Callao. 2010
- Reforzando las capacidades en investigación en informática para la salud global en la región andina a través de la colaboración internacional. 2010
- Studying complex interactions among determinants of healthcare-seeking behaviours: self-medication for sexually transmitted infection symptoms in female sex workers. 2010
- Ten Years of International Collaboration in Biomedical Informatics and Beyond: The AMAUTA Program in Peru. 2010
- Education of health professionals for the 21st century: a global independent Commission. 2010
- Historical perspective of sexually transmitted infections and their control in Peru. 2010
- Knowledge and attitudes of adult peruvian women vis-à-vis Human Papillomavirus (HPV), cervical cancer, and the HPV vaccine. 2010
- Education of health professionals for the 21st century: a global independent Commission. 2010
- Impact of Human Papillomavirus (HPV)-6/11/16/18 Vaccine on All HPV-Associated Genital Diseases in Young Women. 2010
- Sex, Information and Condom use among peruvian adolescents. 2009
- An e-health driven laboratory information system to support HIV treatment in Peru: E-quity for laboratory personnel, health providers and people living with HIV/AIDS. 2009
- Retroviral infection in Peruvian men who have sex with men. 2009
- Lack of evidence of hepatitis C and HIV co-infection among men who have sex with men in Peru. 2009
- Developing capacity in health informatics in a resource poor setting: lessons from Peru. 2009
- Global Health training is not only a developed-country duty. 2009
- The Impact of Quadrivalent Human Papillomavirus (HPV; Types 6, 11, 16, and 18) L1 Virus-Like Particle Vaccine on Infection and Disease Due to Oncogenic Nonvaccine HPV Types in Sexually Active Women Aged 16-26 Years. 2009
- Clandestine induced abortion: prevalence, incidence and risk factors among women in a Latin American country. 2009
- Summary of proceedings of the IUSTI Global Challenges Symposium (ISSTDR 2007/10th IUSTI World Congress). 2009
- "Its time for your life": How should we remind patients to take medicines using short text messages?. 2009
- Sex Information and condom use among Peruvian adolescents. 2012
- Who is getting Pap smears in urban Peru?. 2008
- Prevalence and correlates of human herpesvirus 8 infection among Peruvian men who have sex with men. 2008
- Male midwives: preferred managers of sexually transmitted infections in men in developing countries?. 2008
- Human papillomavirus vaccine policy and delivery in Latin America and the Caribbean. 2008
- Risk factors for human papillomavirus exposure and co-factors for cervical cancer in Latin America and the Caribbean. 2008
- Strategies for aspiring biomedical researchers in resource-limited environments. 2008
- Baseline demographic characteristics of subjects enrolled in international quadrivalent HPV (types 6/11/16/18) vaccine clinical trials. 2008
- Handheld computers for self-administered sensitive data collection: a comparative study in Peru. 2008
- Safety, immunogenicity, and efficacy of quadrivalent human papillomavirus (types 6, 11, 16, 18) L1 virus-like-particle vaccine in Latin American women. 2008
- Evaluation of a joint Bioinformatics and Medical Informatics international course in Peru. 2008
- Prophylactic efficacy of a quadrivalent human papillomavirus (HPV) vaccine in women with virological evidence of HPV infection. 2007
- Training biomedical and health informatics professionals in Peru: towards the development of the first graduate diploma program in the country. 2011
- Internet as a tool to access high-risk men who have sex with men from a resource-constrained setting: a study from Peru. 2007
- Effect of prophylactic human papillomavirus L1 virus-like-particle vaccine on risk of cervical intraepithelial neoplasia grade 2, grade 3, and adenocarcinoma in situ: a combined analysis of four randomised clinical trials. 2007
- Quadrivalent vaccine against human papillomavirus to prevent high-grade cervical lesions. 2007
- Sexually transmitted and reproductive tract infections in symptomatic clients of pharmacies in Lima, Peru. 2006
- Utility of the Determine Syphilis TP rapid test in commercial sex venues in Peru. 2006
- Sexually transmitted infections and private physicians in Peru, 2003. 2006
- Why do different criteria for cure yield different conclusions in comparing two treatments for bacterial vaginosis?. 2005
- Intravaginal metronidazole gel versus metronidazole plus nystatin ovules for bacterial vaginosis: a randomized controlled trial. 2004
- Reproductive tract infections in rural women from the highlands, jungle, and coastal regions of Peru. 2004
- Training pharmacy workers recognition, management and prevention of STD. District-Randomized Controlled Trial. 2003
- STD trends and patterns of treatment for STD by physicians in private practice in Peru. 2003
- The cost-effectiveness of syndromic management in pharmacies in Lima, Peru. 2003
- Informatics for Peru in the new millennium. 2001
- Bartonellosis (Carrións disease) in the modern era. 2001
- Nontuberculous mycobacterial infections in hematopoietic stem cell transplant recipients: characteristics of respiratory and catheter-related infections. 2000
- Syndromic management of STDs in pharmacies: evaluation and randomised intervention trial. 1998
- Fulminant hepatic failure from a sea anemone sting. 1994
- Evaluation of Bone Marrow in Patients with Brucellosis. Clinicopathological Correlation. 1990
- Abcesos tuberculosos hepaticos en pacientes con sindrome de inmunodeficiencia adquirida (SIDA). 1997
- Sexually transmitted infections and HIV: the epidemic from a local and a global vision. 2007
- Factors associated to cervical lesions or presence of human papilloma virus in two populations of students from Lima. 2007
- Risk and benefits of Internet use among people living with HIV/AIDS in Lima, Peru. 2007
- Information systems: Internet, access and use by health workers and people living with HIV/AIDS. 2007
- Whats in the horizon about human papilloma virus, vaccines and cervical cancer control. 2007
- NETLAB: un sistema de información para la toma de decisiones basadas en el laboratorio. 2007
- Entrenando a la nueva generación de estudiantes en Salud Global en una Universidad Peruana. 2008
- Características bioquímicas y evaluación preclínica de un antiveneno botrópico liofilizado contra el veneno de la serpiente Bothrops atrox. 2008
- Sexually Transmitted Infections 2nd ed. 2012
- Chronic Mountain Sickness. 2010
- Las Infecciones de Transmisión Sexual. 2009
- Análisis del Procesamiento de pruebas de laboratorio de enfermedades con impacto sobre la salud pública en el INS. Al primer año de la implementación del Nuevo sistema de información NETLAB. 2008
- 10. Sexo Prevención y Riesgo. Adolescentes y sus madres frente al VIH y las ITS en el Perú. 2008
- Infecciones del Tracto Reproductivo en mujeres de zonas rurales de Perú: Un enemigo Silencioso. Perú, 2004. 2004
- Guía Nacional para el Manejo de VIH-SIDA Pediátrico. 1999
- Manual de los Centros de Referencia de Enfermedades de Transmisión Sexual (CERETS). 1999
- Manual Autoinstructivo para la Prevención de Sífilis Congénita. 1999
- Guía Nacional para el Manejo de VIH-SIDA. 1999
- Guía Nacional para el manejo de las Enfermedades de Transmisión Sexual. 1998
- Guía Nacional de Consejería en ETS-VIH. 1998
- Planificación Familiar, ETS y SIDA. Manual para el Docente. 1996
- Manual de Manejo y Consejería en ETS y VIH para Trabajadores de Boticas y Farmacias. 1996

## Reconocimientos
- Health Clark Lectureship de la Escuela de Higiene y Medicina Tropical de Londres - Inglaterra (2014)
- Reconocimiento a la Mujer Innovadora - Canadá (2012)
- Premio a las Buenas Prácticas en Gestión Pública de Ciudadanos al Día (2008)
- Condecoración de la Orden Cayetano Heredia en el Grado de Oficial de la Universidad Peruana Cayetano Heredia (2004)
- Premio Marco A. Aguayo de la Organización Mundial de la Salud (1997)
- Premio Vignette Paper Competition - Estados Unidos (1994)
- Premio al mejor caso presentado del American College of Physicians - Estados Unidos (1993)
- Premio al mejor caso presentado del American College of Physicians - Estados Unidos (1992)
- Premio Contenta de la Universidad Peruana Cayetano Heredia (1988)
- Premio Cecilia Garibaldi de la Universidad Peruana Cayetano Heredia (1982)